# Fiesta Bowl 2022 (décembre)
Match précédent Match suivant
Le Fiesta Bowl 2022 est un match de football américain de niveau universitaire qui sera joué après la saison régulière de 2022, le 31 décembre 2022, au State Farm Stadium de Glendale en Arizona aux États-Unis. 
Il s'agit de la 52e édition du Fiesta Bowl. Sponsorisé par la société Vrbo (en), le match est officiellement dénommé le College Football Playoff Semifinal at the Vrbo Fiesta Bowl.
Il débute vers 14 heures locales, est retransmis en télévision sur ESPN et oppose l'équipe des no 2 Wolverines du Michigan issue de la Big Ten Conference et celle des no 3 Horned Frogs de TCU issue de la Big 12 Conference.
Le match constitue une des demi-finales du College Football Playoff. Son vainqueur affronte le 9 janvier 2023, au SoFi Stadium de Inglewood en Californie, le vainqueur du Peach Bowl 2022 lors du College Football Championship Game 2023.
TCU remporte le match 51 à 49.
Lors du 3e quart temps, les deux équipes ont inscrits un total de 44 points ce qui constitue le record de points cumulés inscrits lors d'un quart temps au cours d'un match de College Football Playoff. Les 96 points inscrits au total constituent le deuxième plus haut total d'un match du CFP derrière les 102 points inscrits lors du Rose Bowl 2017.

## Équipes
Il s'agit de la 1re rencontre entre les deux équipes lesquelles ont été désignées par le comité de sélection du CFP le dimanche 4 décembre 2020.
| Équipes                                                                                             | Couleurs | Conférences | Entraîneurs                   | Stats. saison rég. | Classements avant le bowl | Classements avant le bowl | Classements avant le bowl |
| --------------------------------------------------------------------------------------------------- | -------- | ----------- | ----------------------------- | ------------------ | ------------------------- | ------------------------- | ------------------------- |
| Équipes                                                                                             | Couleurs | Conférences | Entraîneurs                   | Stats. saison rég. | CFP                       | AP                        | Coaches                   |
| Wolverines du Michigan                                                                              |          | B10         | Jim Harbaugh (8e saison)      | 13 - 0             | no 2                      | no 2                      | no 2                      |
| Horned Frogs de TCU                                                                                 |          | B12         | Sonny Dykes (en) (1re saison) | 12 - 1             | no 3                      | no 4                      | no 3                      |
| - Arbitre : Jason Autrey (SEC) - Équipe donnée favorite par les bookmakers : Michigan par 7½ points |          |             |                               |                    |                           |                           |                           |

### Wolverines du Michigan
Avec un bilan global en saison régulière de 13 victoires sans défaite (9-0 en matchs de conférence), Michigan est éligible et accepte l'invitation pour participer au Fiesta Bowl de décembre 2022.
Ils terminent 1er de la Division East de la Big Ten Conference et remportent ensuite 43 à 22 la finale de conférence jouée contre Purdue.
À l'issue de la saison 2022 (bowl non compris), ils sont désignés no 2 aux classements CFP, AP et Coache's.
Les Wolverines sont privés du RB Blake Corum, du CB Caden Kolesar et du DB Nikhai Hill-Green, blesssés, ainsi que du S William Wagner lequel a décidé de ne pas jouer pour raisons personnelles.
Il s'agit de leur deuxième participation au College Football Playoff. Classés no 2 du pays, ils sont néanmoins battus 11 à 34 le 31 décembre 2021 par Georgia (classé no 3) lors de l'Orange Bowl 2021 comptant pour ½ finale de la saison 2021.
Il s'agit également de leur 2e participation au Fiesta Bowl :
| Saison | Date             | Vainqueur        | Score   | Finaliste      | Bilan     |
| ------ | ---------------- | ---------------- | ------- | -------------- | --------- |
| 1985   | 1er janvier 1986 | Michigan (9-1-1) | 27 - 23 | Nebraska (9-2) | D : 0 - 1 |

| Logo     | Postes                                                | Joueurs                                               | Statistiques                                                      |
| -------- | ----------------------------------------------------- | ----------------------------------------------------- | ----------------------------------------------------------------- |
|          | Quarterback                                           | J.J. McCarthy                                         | 188/288 passes réussies pour 2 376 yards, 20 TDs, 3 interceptions |
| Coureur  | Blake Corum                                           | 247 courses pour 1 463 yards nets gagnés et 19 TDs    |                                                                   |
| Receveur | Ronnie Bell                                           | 56 réceptions pour 754 yards et 4 TDs                 |                                                                   |
| Effectif | Listing et statistiques du roster 2022 des Wolverines | Listing et statistiques du roster 2022 des Wolverines |                                                                   |

### Horned Frogs de TCU
Avec un bilan global en saison régulière de 12 victoires et 1 défaite (9-0 en matchs de conférence), TCU est éligible et accepte l'invitation pour participer au Fiesta Bowl de décembre 2022.
Ils terminent 1er de la Big 12 Conference mais sont battus en prolongation 28 à 31 par no 9 Kansas State.
Le WR Quincy Brown a choisi de ne pas jouer pour raisons personnelles.
À l'issue de la saison 2022 (bowl non compris), ils sont désignés no 3 aux classements CFP et AP et no 4 au classement Coaches.
Il s'agit de leur première participation au College Football Playoff et de leur 2e participation au Fiesta Bowl :
| Saison | Date           | Vainqueur             | Score   | Finaliste     | Bilan     |
| ------ | -------------- | --------------------- | ------- | ------------- | --------- |
| 2009   | 4 janvier 2010 | #6 Boise State (13-0) | 17 - 10 | #4 TCU (12-0) | D : 0 - 1 |

| Logo     | Postes                                                  | Joueurs                                                 | Statistiques                                                      |
| -------- | ------------------------------------------------------- | ------------------------------------------------------- | ----------------------------------------------------------------- |
|          | Quarterback                                             | Max Duggan                                              | 239/368 passes réussies pour 3 321 yards, 30 TDs, 4 interceptions |
| Coureur  | Kendre Miller                                           | 216 courses pour 1 342 yards nets gagnés et 17 TDs      |                                                                   |
| Receveur | Quentin Johnston                                        | 53 réceptions pour 903 yards et 5 TDs                   |                                                                   |
| Effectif | Listing et statistiques du roster 2022 des Horned Frogs | Listing et statistiques du roster 2022 des Horned Frogs |                                                                   |

## Résumé du match
Match joué en stade fermé (indoors), début à 14 h 11 locales, fin à 16 h 06 locales pour une durée totale de jeu de 03 h 55 min.
| QT            | Temps         | Drive         | Drive         | Drive         | Équipe        | Description de l'action | Score | Score |
| ------------- | ------------- | ------------- | ------------- | ------------- | ------------- | --- | ----- | ----- |
| QT            | Temps         | Jeux          | Yards         | TDP           | Équipe        | Description de l'action | MIC   | TCU   |
| 1             | 09:22         | -             | -             | -             | TCU           | TD à la suite d'une interception retournée sur 41 yards (Pick 6) par le S Bud Clark (+ 1 pt de conversion par le K Griffin Kell)               | 0     | 7     |
| 1             | 02:27         | 12            | 76            | 05:19         | TCU           | TD à la suite d'une course de 1 yard par le QB Max Duggan (+ 1 pt de conversion par le K Griffin Kell)                                         | 0     | 14    |
|               |               |               |               |               |               | |       |       |
| 2             | 13:46         | 8             | 51            | 03:41         | MIC           | FG de 42 yards par le K Jake Moody | 3     | 14    |
| 2             | 04:56         | 10            | 83            | 04:24         | TCU           | TD de 6 yards par le WR Taye Barber (passe du QB Max Duggan + 1 pt de conversion par le K Griffin Kell)                                        | 3     | 21    |
| 2             | 00:00         | 5             | 26            | 00:47         | MIC           | FG de 59 yards par le K Jake Moody | 6     | 21    |
|               |               |               |               |               |               | |       |       |
| 3             | 09:29         | 7             | 63            | 04:09         | MIC           | FG de 21 yards par le K Jake Moody | 9     | 21    |
| 3             | 06:32         | 3             | 45            | 01:12         | MIC           | TD de 34 yards par le WR Ronnie Bell R.Wilson                                                                                                  | 16    | 21    |
| 3             | 04:25         | 6             | 75            | 02:07         | TCU           | TD à la suite d'une course de 1 yard par le RB Amari Demeercado (+ 1 pt de conversion par le K Griffin Kell)                                   | 16    | 28    |
| 3             | 02:52         | 6             | 75            | 02:07         | TCU           | TD à la suite d'une interception retournée sur 29 yards (Pick 6) par le LB Dee Winters (la tentative de conversion à 2 pts à la course échoue) | 16    | 34    |
| 3             | 01:47         | 3             | 69            | 00:58         | MIC           | TD à la suite d'une course de 20 yards par le QB J.J. Mc Carthy (+ 1 pt de conversion par le K Jake Moody)                                     | 22    | 34    |
| 3             | 00:49         | 3             | 78            | 00:52         | TCU           | TD à la suite d'une course de 1 yard du QB Max Duggan (+ 1 pt de conversion par le K Griffin Kell)                                             | 22    | 41    |
| 3             | 00:03         | 3             | 75            | 00:46         | MIC           | TD à la suite d'une course de 1 yard par le LB Kalel Mullings (+ conversion à 2 pts à la course par le QB J.J. McCarthy)                       | 30    | 41    |
|               |               |               |               |               |               | |       |       |
| 4             | 14:13         | 2             | 27            | 00:47         | MIC           | TD à la suite d'une course de 18 yards par le WR Roman Wilson (+ conversion à 2 pts à la course par le WR Ronnie Bell)                         | 38    | 41    |
| 4             | 13:07         | 3             | 79            | 00:59         | TCU           | TD de 76 yards par le WR Quentin Johnston (passe du QB Max Duggan + 1 pt de conversion par le K Griffin Kell)                                  | 38    | 48    |
| 4             | 10:02         | 4             | 1             | 02:07         | TCU           | FG de 33 yards par le K Griffin Kell | 38    | 51    |
| 4             | 03:18         | 9             | 56            | 03:28         | MIC           | TD de 5 yards par le WR Roman .Wilson (passe du QB Max Duggan + 1 pt de conversion par le K Griffin Kell)                                      | 45    | 51    |
| Score final : | Score final : | Score final : | Score final : | Score final : | Score final : | Score final : | 45    | 51    |

## Statistiques
| Systèmes | Noms                  | Postes | Équipe |
| -------- | --------------------- | ------ | ------ |
| Attaque  | Quentin Johnston (en) | WR     | TCU    |
| Défense  | Dee Winters           | LB     | TCU    |

| Statistiques                     | MIC                            | YCU                                               |
| -------------------------------- | ------------------------------ | ------------------------------------------------- |
| 1er down                         | 25                             | 19                                                |
| 1er down à la course             | 7                              | 13                                                |
| 1er down à la passe              | 13                             | 6                                                 |
| 1er down suite pénalité          | 5                              | 0                                                 |
| Conversion de 3e down            | 3/13                           | 8/16                                              |
| Conversion de 4e down            | 0/2                            | 0/0                                               |
| Jeux–yards                       | 75-527                         | 70-488                                            |
| Courses : Nb-Yards               | 40-185                         | 41-263                                            |
| Yards gagnés à la passe          | 342                            | 225                                               |
| Passes: Réussies-Tentées         | 21/35                          | 14/29                                             |
| Passes interceptées              | 5                              | 2                                                 |
| Réussite en zone rouge/chances   | 5/7                            | 5/5                                               |
| Touchdown                        | - 2 à la passe - 3 à la course | - 2 à la passe - 3 à la course - 2 par la défense |
| Field Goals                      | 3/3                            | 1/1                                               |
| Sacks (Nb-Yards adverses perdus) | 1 - 7                          | 4 - 38                                            |
| Fumbles (Nb/Perdus)              | 2/1                            | 1/1                                               |
| Pénalités (Nb/Yards perdus)      | 5 - 15                         | 7 - 85                                            |
| Temps de possession              | 32:25                          | 27:35                                             |

| Wolverines du Michigan |                              |                                                                                                 |
| Quarterback            | J. J. McCarthy               | 20/34 passes réussies, 343 yards, 2 TDs, 2 interceptions, 3 sacks subis, évaluation QB de 151,2 |
| Quarterback            | Donovan Edwards (en)         | 1/1 passe réussie, -1 yard, 0 interception, 0 TD                                                |
| Meilleur coureur       | J. J. McCarthy               | 10 courses pour 52 yards, 1 TD                                                                  |
| Meilleur coureur       | Donovan Edwards              | 23 courses pour 119 yards, 0 TD                                                                 |
| Meilleur coureur       | Roman Wilson (en)            | 1 course, 18 yards, 1 TD                                                                        |
| Meilleur coureur       | Kalel Mullings               | 5 courses, 4 yards, 1 TD                                                                        |
| Meilleur receveur      | Ronnie Bell                  | 6/9 réceptions pour 135 yards, 1 TD                                                             |
| Meilleur receveur      | Roman Wilson (en)            | 5/6 réceptions pour 104 yards, 1 TD                                                             |
| Meilleur receveur      | Colston Loveland (en)        | 4 réceptions, 36 yards, 0 TD                                                                    |
| Meilleur défenseur     | Rod Moore                    | 12 tacles dont 9 en solo, 1 interception, 1 pression sur QB                                     |
| Horned Frogs de TCU    |                              |                                                                                                 |
| Quarterback            | Max Duggan (en)              | 14/29 passes réussies, 225 yards, 2 TDs, 2 interceptions, 1 sack subi, évaluation QB de 122,4   |
| Meilleur coureur       | Max Duggan                   | 15 courses pour 57 yards, 2 TDs                                                                 |
| Meilleur coureur       | Emari Demercado              | 17 courses pour 150 yards, 1 TD                                                                 |
| Meilleur coureur       | Kendre Miller (en)           | 8 courses, 57 yards, 0 TD                                                                       |
| Meilleur receveur      | Quentin Johnston (en)        | 6/9 réceptions pour 163 yards, 1 TD                                                             |
| Meilleur receveur      | 2 réceptions, 34 yards, 0 TD |                                                                                                 |
| Meilleur receveur      | Taye Barber                  | 2 réceptions, 12 yards, 1 TD                                                                    |
| Meilleur défenseur     | Millard Bradford             | 8 tacles dont 7 en solo, 2 TFL (3 yards)                                                        |
| Meilleur défenseur     | Dee Winters                  | 7 tacles en solo, 3 TFL (8 yards), 1 inyerception (29 yards), 1 passe déviée                    |